# Gordelmol
De gordelmol (Chlamyphorus truncatus) is een zoogdier uit de familie Chlamyphoridae. De wetenschappelijke naam van de soort werd voor het eerst geldig gepubliceerd door Richard Harlan in 1825.

## Kenmerken
Ze worden 15 tot 20 centimeter lang en wegen 80 tot 200 gram. De gordelmol is het enige gordeldier waarbij het rugpantser nagenoeg los op de eronder liggende huid ligt.

## Leefwijze
Het diertje kan zeer snel een hol graven, is slechtziend en leeft voornamelijk onder de grond. Het voedsel bestaat voornamelijk uit mieren en hun larven.

## Bedreiging
Het dier is vermoedelijk met uitsterven bedreigd.

## Voorkomen
De gordelmol is endemisch in Argentinië.